# G小調慢板
《g小調慢板》（英語：Adagio in g minor），是意大利音樂學者兼作曲家雷莫·賈佐托創作的樂曲，於1958年出版。本曲多年來被賈佐托包裝成是巴洛克時期作曲家阿尔比诺尼的作品。直至賈佐托死後，後人在他的個人書寫紀錄中，才找到他假借前人之名的證據。
此曲是一首廣為人所熟識的古典音樂作品，曾在多齣電影、廣告或電視劇中所配樂。

## 事源
賈佐托是一位研究阿爾比諾尼音樂的權威，曾在佛羅倫斯大學音樂系任教，在世時將阿爾比諾尼、韋華第的作品編修目錄。他於1958年出版《g小調慢板》時聲稱，是在德累斯頓薩克森州立圖書館的廢墟中（它於1945年2-3月的德累斯頓大轟炸中被摧毀）發現了一些草稿碎片，上面只有一小段的旋律開頭及數小節的數字低音部份，賈佐托認為這些碎片可能是來自阿爾比諾尼一套未曾被發現的「教堂奏鳴曲」（Sonata da chiesa）或「三重奏鳴曲」（Trio sonata）中的慢板樂章，年份約為1708年。後來他根據這些碎片，重新整理及補遺後，把作品稱為「為絃樂及管風琴所寫《g小調慢板》－根據阿爾比諾尼的兩個音樂概念和數字低音」（義大利語：Adagio in Sol minore per archi e organo su due spunti tematici e su un basso numerato di Tomaso Albinoni），同時為作品作版權保護。
作品面世後，大眾很快便接受了這首音樂，亦因為賈佐托的身份和對阿爾比諾尼音樂的貢獻，長久以來大眾都對這作品的來歷都沒有提出過質疑。事實上，賈佐托也從來都沒有公開交待過這些「碎片」的真實性，亦未有公開展示過這些碎片。當他於1998年死後，曾有人嘗試在薩克森州立圖書館內翻查，卻無法找到賈佐托所指的碎片的任何正式記錄。樂曲是否真的出自阿爾比諾尼手筆開始引起質疑。一位曾擔任賈佐托助手的音樂學者 Muska Mangano 曾力指碎片確實存在過，不過現時音樂界學者普遍都認為，無論碎片存在與否，都無損樂曲其實是由賈佐托所創作的事實。

## 編制
- 鍵盤樂器：管風琴
- 絃樂器：小提琴（分成三部，另加一個獨奏）、中提琴、大提琴（分為兩部）、低音提琴